# مونجاميلي بوباني
مونجاميلي بوباني (وليد في 12 يوليو 1968 وتوفي في 11 نوفمبر 2020)، هو سياسي ومحامي من جنوب أفريقيا. شغل منصب العمدة التنفيذي لبلدية «نيلسون مانديلا باي متروبوليتان» من أغسطس 2018 حتى ديسمبر 2019.  

حياته الأولى: ولد يوم 12 يوليو 1968 هو ابم فومايل بوباني ونومفويو جلايديس مايا

### حياته السياسية:
تم تعيين بوباني مستشارًا للتمثيل النسبي للحركة الديمقراطية المتحدة في عام 2002. وكان زعيم تجمع الحركة الديمقراطية المتحدة في مجلس خليج نيلسون مانديلا. تحت قيادته، حصل حزب UDM على الجناح 30 من المؤتمر الوطني الأفريقي في الانتخابات الفرعية التي جرت في عام 2015. وخسر الحزب لاحقًا الجناح في الانتخابات البلدية عام 2016.

في عام 2016، أعلن الحزب الديمقراطي المتحدة أن بوباني سيكون مرشح الحزب لرئاسة بلدية خليج نيلسون مانديلا في الانتخابات البلدية القادمة لعام 2016. وكانت نقاط تركيزه الرئيسية هي خلق فرص العمل وتقديم الخدمات والقضاء على الفساد. وأعلن أن الحزب سيستهدف 40 جناحا. لم يفز الحزب فيما بعد بأية أقسام، لكنه حصل على 1.9% من الأصوات مما منحه مقعدين في المجلس.

بعد الانتخابات البلدية 2016، لم يحصل أي حزب على أغلبية مطلقة في مجلس خليج نيلسون مانديلا، وكان التحالف الديمقراطي هو أكبر حزب بحصوله على 57 مقعدًا، أي أقل بأربعة مقاعد من الأغلبية اللازمة البالغة 61 مقعدًا. أعلن التحالف الديمقراطي أنه سيدخل في ائتلاف مع الحركة الديمقراطية المتحدة ومؤتمر الشعب والحزب الديمقراطي المسيحي الأفريقي، مما يمنحهم أغلبية فعالة بـ 61 مقعدًا في المجلس. وفي وقت لاحق انسحب الحزب الديمقراطي المتحدة وحل محله التحالف الوطني.
في 18 أغسطس 2016، تم انتخاب أثول تروليب عمدة تنفيذيًا مع بوباني نائبًا للعمدة التنفيذي. وخلف بوباني بيكس ندوني الذي تم تعيينه في مايو 2015. أعلن أثول تروليب أن بوباني سيتولى منصب عضو في لجنة عمدة الصحة العامة.

في مايو 2017، أصدر العمدة أثول تروليب بيانًا أعلن فيه أنه أقال بوباني من منصب MMC للصحة العامة. صرح تروليب أن مديرية الصحة العامة كانت مصدر قلق، نظرًا لوجود مزاعم خطيرة عن سوء الإدارة والمخالفات. كما وصف سلوك بوباني العام وسلوكه بأنه غير مقبول.

في أغسطس 2017، قدم عضو مجلس التحالف الوطني اقتراحًا بحجب الثقة عن بوباني لإقالته من منصب نائب العمدة التنفيذي لخليج نيلسون مانديلا. ونظمت أحزاب المعارضة، بما في ذلك بوباني، انسحابًا عندما لم يسمح رئيس مجلس النواب لأكثر من عضو واحد من كل حزب سياسي بمناقشة الاقتراح. أعلن رئيس مجلس النواب جوناثان لاواك بعد التصويت أن الاقتراح قد تم إقراره بأغلبية 60 عضوًا لصالح إقالته. بعد ذلك، قدم بوباني طلبًا عاجلاً لإعادة منصبه كنائب لرئيس البلدية التنفيذي، حيث اعتبرت أحزاب المعارضة الاجتماع غير قانوني لأنها زعمت عدم وجود نصاب قانوني. ورفضت المحكمة العليا في كيب الشرقية الطلب. وأصدر حزب UDM بيانا ذكر فيه أن الحزب انسحب من اتفاق الائتلاف. حل التحالف الوطني محل UDM، لكنه انسحب لاحقًا أيضًا.
توفي بوباني بعد دخوله المستشفى لمدة ثلاثة أسابيع بسبب مرض فيروس كورونا.

## عمدة خليج نيلسون مانديلا (2018–2019)
الانتخاب
في 27 أغسطس 2018، امتنع عضو مجلس التحالف الديمقراطي فيكتور مانياتي عن دعم رئيس حزبه، جوناثان لاواك. تمت إزالة لاواك من منصبه بأغلبية 60 صوتًا مقابل 59. ثم غادر التحالف الديمقراطي وأنصاره المجلس، وفي غيابهم، تم انتخاب بوباني رئيسًا للبلدية، بأغلبية 61 صوتًا مقابل صفر. عندما تم إعلان بوباني عمدة، قام على الفور بتعيين لجنة عمدة تتألف بالكامل تقريبًا من أعضاء حزب المؤتمر الوطني الأفريقي، بما في ذلك مستشار حزب المؤتمر الوطني الأفريقي المثير للجدل، أنديل لونجيسا. تخضع بلدية نيلسون مانديلا باي متروبوليتان الآن لحكم ائتلاف متعدد الأحزاب يتكون من حزب المؤتمر الوطني الإفريقي، UDM، AIC والجبهة المتحدة. قدم التحالف الديمقراطي طلبًا عاجلاً بعد انتخاب بوباني لإعادة تروليب إلى منصب عمدة المدينة. رفضت المحكمة العليا في كيب الشرقية الطلب في 20 سبتمبر 2018 وقالت إن عضو مجلس التحالف الديمقراطي، فيكتور مانياتي، الذي صوت مع أحزاب المعارضة، كان في الواقع عضوًا في المجلس حتى استقالته.

## فترته في المنصب.
وفي سبتمبر 2018، أعلن أنه سيتم فرض تعريفات جديدة للمياه مما يضمن خفض فواتير المياه البلدية للسكان. وقد مكنت الأمطار الأخيرة من خفض تعريفات المياه . وفي سبتمبر أيضًا، وضع يوهان ميتلر، مدير بلدية خليج نيلسون مانديلا، في حالة تعليق احترازي. تمت إزالة ميتلر من منصبه في نوفمبر 2018.
وقد أثار كبير مديري الخزانة الوطنية لتحليل الحكومات المحلية مخاوف بشأن "التدخل المزعوم في إجراءات إدارة سلسلة التوريد" تحت إشراف بوباني.
في 1 نوفمبر 2018، قالت الحركة الديمقراطية المتحدة إن بوباني سيقدم بياناته المصرفية إلى الحزب بعد التقرير الذي يوضح بالتفصيل أن الأموال قد تم دفعها في حسابه من قبل شركة يُزعم أنها سرقت أموالًا مخصصة لنظام الحافلات في المدينة.
في 2 نوفمبر 2018، فشل اقتراح بحجب الثقة في إزالة بوباني. تم تقديم الاقتراح من قبل المستشار لانس جروتبوم من الحزب الديمقراطي المسيحي الأفريقي والمستشار سياسانغا سيجادو من مؤتمر الشعب. وأشار كلا أعضاء المجلس إلى الفساد والسرقة المرتبطين بنظام النقل العام المتكامل (IPTS) كأسباب لطرح الاقتراح.في 14 نوفمبر 2018، جدد الحزب الديمقراطي المسيحي الأفريقي محاولته لإزالة بوباني من منصب عمدة المدينة من خلال تصويت بحجب الثقة.
في 22 نوفمبر 2018، أعلن التحالف الديمقراطي أن الحزب سيرفع قضية جنائية ضد بوباني. في 27 نوفمبر 2018، دعا التحالف الديمقراطي وزير الحكم التعاوني زويلي مخيزي ونظيره في لجنة الشرق الأوسط للإدارة التعاونية للإدارة التعاونية إلى التدخل في بلدية خليج نيلسون مانديلا.[بحاجة لمصدر] في 6 ديسمبر 2018، نجا بوباني من تصويت آخر بحجب الثقة. تم طرحه من قبل أحزاب المعارضة.
وتعرض مكتب بوباني لانتقادات بسبب تأخره في دفع مستحقات المقاولين منذ تعيينه. وتستهدف نسبة كفاءة نظام الدائنين، وهو مؤشر أداء يستخدم لقياس كفاءة الدفع للدائنين، 80%، بينما أفادت التقارير أن مكتب بوباني سجل 64% و55% فقط على التوالي لشهري سبتمبر وأكتوبر 2018.
في 2 أبريل 2019، أكد الصقور أنهم داهموا مقر إقامة بوباني ومكاتب رئيس البلدية بسبب مزاعم الاحتيال في المناقصات. وصادروا هواتف محمولة وجهاز كمبيوتر محمولًا خاصًا بزوجته. وكانت هذه هي الغارة الثانية خلال ستة أشهر.
في 5 ديسمبر 2019، تمت إقالته من منصب عمدة خليج نيلسون مانديلا بعد أن صوت أغلبية أعضاء المجلس لصالح عزله. وقد نجا في المجمل من خمسة اقتراحات بحجب الثقة.

## وفاته
توفي بوباني بعد دخوله المستشفى لمدة ثلاثة أسابيع بسبب مرض كوفيد-19.

المراجع
1. ↑   https://www.news24.com/news24/southafrica/news/former-nelson-mandela-bay-mayor-mongameli-bobani-dies-20201111. {{استشهاد ويب}}: |url= بحاجة لعنوان (مساعدة) والوسيط |title= غير موجود أو فارغ (من ويكي بيانات) (مساعدة)
2. ↑  "Former Nelson Mandela Bay mayor Mongameli Bobani dies" (بالإنجليزية).
3. ↑  Sain, Raahil. UDM's Mongameli Bobani elected mayor of Nelson Mandela Bay, IOL, Eastern Cape, 27 August 2018. Retrieved on 1 October 2018. نسخة محفوظة 12 نوفمبر 2020 على موقع واي باك مشين.
4. ↑  Nelson Mandela Bay Deputy Mayor removed in vote of no confidence, Eyewitness News, 24 August 2017. Retrieved on 1 October 2018. نسخة محفوظة 12 نوفمبر 2020 على موقع واي باك مشين.
5. ↑  Axing of UDM's Mongameli Bobani 'worrying', Eyewitness News, 17 May 2017. Retrieved on 1 October 2018. نسخة محفوظة 12 نوفمبر 2020 على موقع واي باك مشين.
6. ↑  Hunter، Qaanitah. "Former Nelson Mandela Bay mayor Mongameli Bobani dies". News24. مؤرشف من الأصل في 2020-11-12. اطلع عليه بتاريخ 2020-11-11.